# ویلهمپلاتس

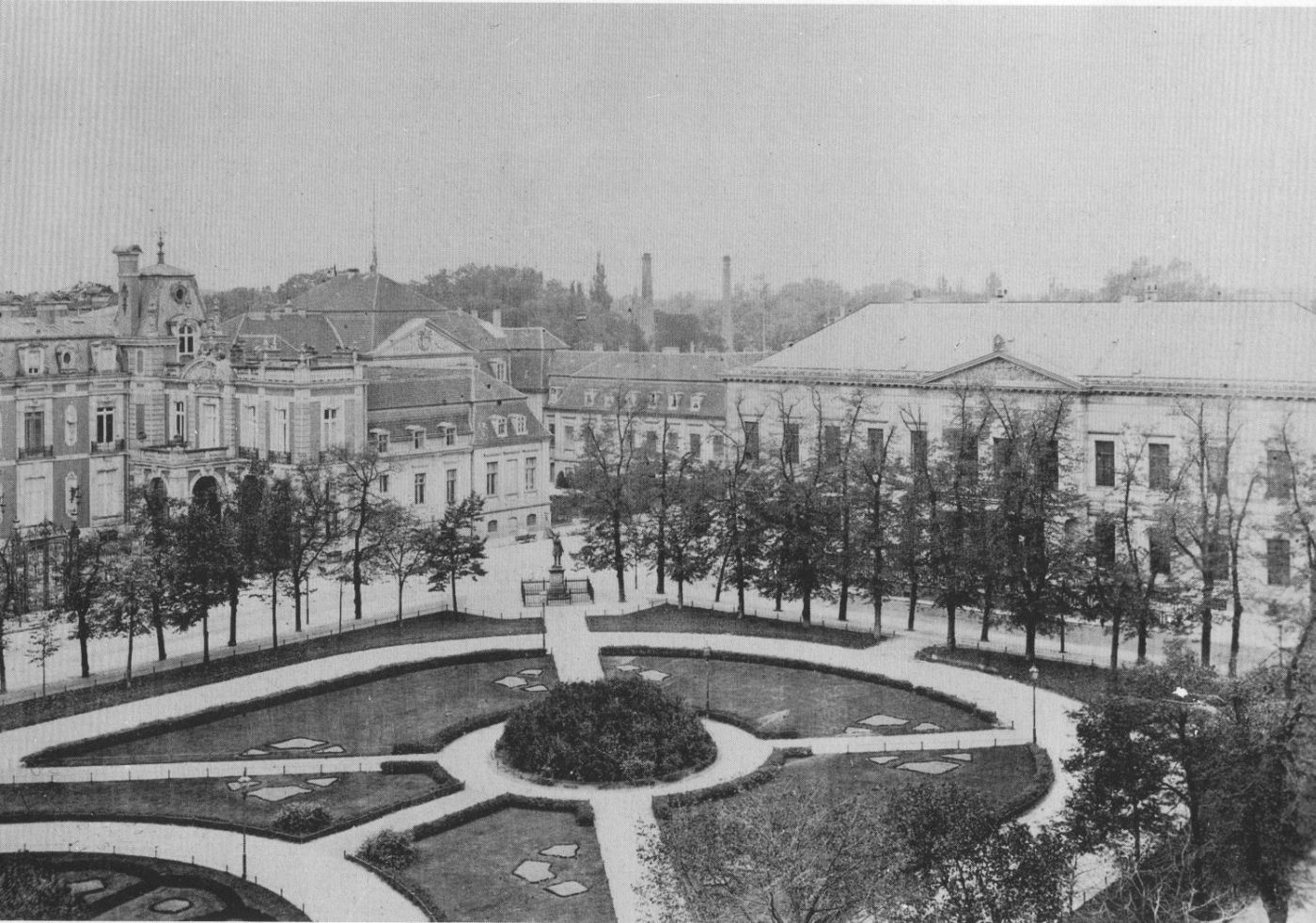
در اوایل دهه ۱۹۰۰

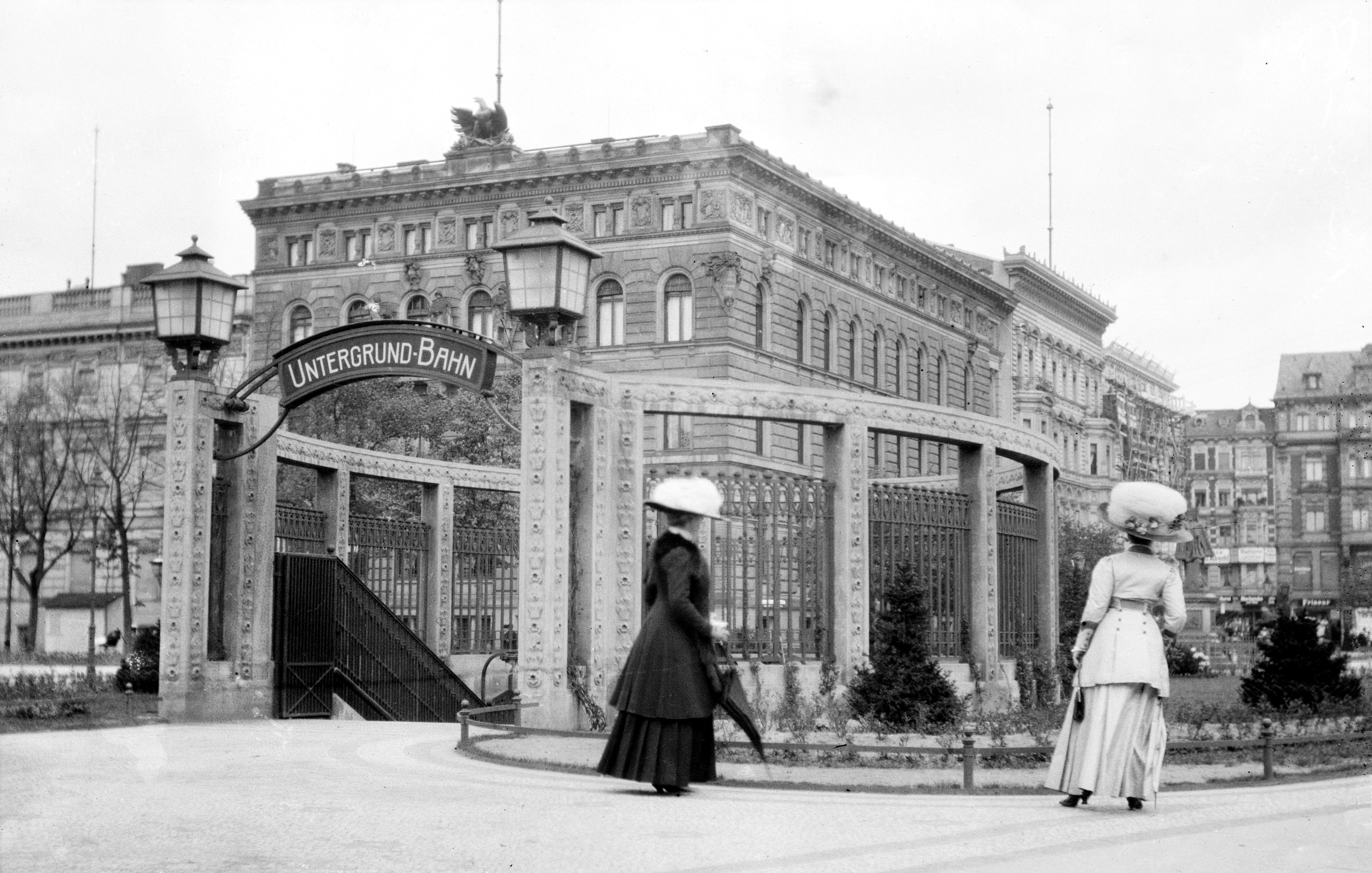
ایستگاه تراموا

ویلهمپلاتس میدان سابقی در منطقهٔ میته در برلین، آلمان در گوشه ویلهمشتراسه و فوسشتراسه است. شماری از ساختمانهای معروف پیرامون این میدان ساخته شده بودند، از جمله کاخ صدارت عظمای رایش قدیم، ساختمان وزارت دارایی و کایزرهف گراند هتل ساخته شده در ۱۸۷۵.